# Batar (missile anti-char)
Le Batar est un missile antichar développé par les Brigades Izz al-Din al-Qassam, l'aile militaire du groupe militant palestinien Hamas pendant la Seconde Intifada. L'arme aurait été créée et produite dans des ateliers clandestins de la bande de Gaza sous la direction d'Adnan al-Ghoul jusqu'à son assassinat par Israël. Il a été utilisé pour des attaques de roquettes palestiniennes contre Israël.
Le Batar se compose d'un simple tube de lancement soutenu par un trépied et tirant un projectile aux capacités antichar ou antipersonnel inconnues. L'arrière de la roquette est relié à un fil, ce qui permet aux militants du Hamas de déclencher le tire sur projectile à une distance sûre. L'al-Batar s'est avéré dévastateur contre les blindés israéliens.